# Phycosoma lineatipes
Phycosoma lineatipes là một loài nhện trong họ Theridiidae.
Loài này thuộc chi Phycosoma. Phycosoma lineatipes được Elizabeth Bangs Bryant miêu tả năm 1933.